# Aktivnosti svakodnevnog života
Aktivnosti svakodnevnog života (ADLs ili ADL, eng. acitivities of daily living) je izraz koji se koristi u zdravstvu za svakodnevne aktivnosti brige o sebi. Koncept aktivnosti svakodnevnog života izvorno su pedesetih godina 20. stoljeća predložili Sidney Katz i njegov tim iz bolnice Benjamin Rose u Clevelandu u državi Ohio, a od tada su ga dopunjavali i usavršavali razni istraživači. Zdravstveni radnici često koriste sposobnost ili nesposobnost osobe da obavlja aktivnosti svakodnevnog života kao mjeru njenog funkcionalnog statusa, posebno nakon ozljeda, kod invaliditeta i kod starijih osoba. Mlađa djeca često trebaju pomoć odraslih za izvođenje ADL-a jer još uvijek nisu razvila vještine potrebne za samostalno izvođenje.
Uobičajene aktivnosti svakodnevnog života obuhvaćaju samostalno hranjenje, kupanje, odijevanje, samonjegu, posao, održavanje domaćinstva, čišćenje nakon defekacije, te razonodu. Brojne nacionalne ankete prikupljaju podatke o statusu aktivnosti svakodnevnog života kod stanovništva. Iako postoje osnovne definicije aktivnosti svakodnevnog života, ono što konkretno čini aktivnosti svakodnevnog života može se jako razlikovati od jedne do druge osobe. Različita pomagala mogu se koristiti za poboljšanje i povećanje neovisnosti u aktivnostima svakodnevnog života.
Aktivnosti svakodnevnog života odnose se na najosnovnije funkcije življenja. Prva rečenica u prethodnom stavku završava s "razonoda", ili točnije "sposobnost korištenja razonode". Obično je lako napraviti binarni izbor DA / NE u pogledu "može li se netko samostalno hraniti", iako čak i ovdje postoje gradacije. Međutim, pitanje "može li netko dobro iskoristiti slobodno vrijeme?" ne dovodi lako do binarnog izbora DA / NE, pa je mjerenje "razonode" vrlo problematično. "Zapošljivost" je još problematičnija. 
Jasno kvantificirane aktivnosti svakodnevnog života odnose se na bazične vještine, dok varijable "kvalitete života" još nisu kvantificirane.

## Osnovne aktivnosti svakodnevnog života
Osnovne aktivnosti svakodnevnog života sastoje se od zadataka samopomoći koji uključuju:
- Kupanje i tuširanje
- Osobna higijena i dotjerivanje (uključujući četkanje / češljanje / friziranje kose)
- Odijevanje
- Toaletna higijena (odlazak na zahod, čišćenje, vraćanje otkud se krenulo u zahod)
- Funkcionalna pokretljivost, koja se često naziva "transferom", mjerena sposobnošću hodanja, ulaska i izlaska iz kreveta te posjedanja i ustajanja iz stolice; šira definicija (premještanje s jednog mjesta na drugo tokom izvođenja aktivnosti) korisna je za ljude različitih fizičkih sposobnosti koji se još uvijek mogu samostalno kretati.
- Samohranjenje (ne uključujući kuhanje ili žvakanje i gutanje)

Osnovne aktivnosti svakodnevnog života uključuju radnje koje mnogi ljudi čine kad ustanu ujutro i pripremaju se za izlazak iz kuće: ustanu iz kreveta, odu na zahod, okupaju se, odjenu, dotjeraju i jedu.
Postoji hijerarhija aktivnosti svakodnevnog života: "... u ranom gubitku funkcija nastrada higijena, u srednjem pak upotreba zahoda i kretanje, a u kasnom gubitku funkcija kasnog izgubi se sposobnost samohranjenja. Kada postoji samo jedno preostalo područje u kojem je osoba neovisna, postoji 62,9% šanse da je to samostalno hranjenje, a samo 3,5% šanse da je to higijena."
Iako nije u širokoj općoj upotrebi, mnemotehnika koju neki smatraju korisnom je DEATH (dressing/bathing, eating, ambulating ⟨walking⟩, toileting, hygiene), u prijevodu: odijevanje/kupanje, jedenje, ambulacija (hodanje), toalet, higijena.

## Instrumentalne aktivnosti svakodnevnog života
Instrumentalne aktivnosti svakodnevnog života (IADL) nisu potrebne za temeljno funkcioniranje, ali omogućavaju pojedincu da samostalno živi u zajednici:
- Čišćenje i održavanje kuće
- Upravljanje novcem
- Kretanje unutar zajednice
- Priprema obroka
- Kupovina namirnica i potrepština
- Uzimanje propisanih lijekova
- Korištenje telefona ili drugog oblika komunikacije

Radni terapeuti često procjenjuju instrumentalne aktivnosti svakodnevnog života kada dovršavaju procjene pacijenta. Američko udruženje za radnu terapiju identificira 12 vrsta instrumentalnih aktivnosti svakodnevnog života koje se mogu izvoditi u suradnji s drugim osobama:
- Briga o drugima (uključujući odabir i nadzor njegovatelja)
- Briga o kućnim ljubimcima
- Briga o djeci
- Upravljanje komunikacijom
- Mobilnost u zajednici
- Financijsko upravljanje
- Aktivnosti u vezi zdravstva te održavanje zdravlja
- Održavanje domaćinstva
- Priprema obroka i raspremanje
- Vjerske aktivnosti
- Sigurnosni postupci i reagiranje u hitnim situacijama
- Kupovina

## Radna terapija
Radni terapeuti procjenjuju i koriste terapijske intervencije za obnavljanje vještina potrebnih za održavanje, povratak ili povećanje neovisnosti osobe u svim aktivnostima svakodnevnog života koje su nazadovale zbog zdravstvenih stanja (tjelesnih ili mentalnih), ozljeda ili starenja. 
Fizikalni terapeuti koriste vježbe kako bi pomogli pacijentima u održavanju i stjecanju neovisnosti u aktivnostima svakodnevnog života. Program vježbanja temelji se na onim komponentama koje pacijentima nedostaju, poput brzine hodanja, snage, ravnoteže i koordinacije. Sporo hodanje povezano je s povećanim rizikom od padova. Vježba povećava brzinu hodanja, omogućujući sigurnije i funkcionalnije mogućnosti ambulacije. Nakon pokretanja programa vježbanja, važno je održavati rutinu. U suprotnom, korist će se izgubiti. Vježbanje je za slabe pacijente ključno u očuvanju funkcionalne neovisnosti i izbjegavanja potrebe za brigom drugih ili smještajem u ustanovu za dugotrajnu njegu.

## Pomoć
Pomaganje u svakodnevnim aktivnostima su vještine potrebne u sestrinstvu, kao i u drugim profesijama, poput pomoćnih radnika u zdravstvu. To uključuje pomoć kod pokretanja pacijenta, kao što je okretanje pacijenta u krevetu. Od higijene tu su često uključeni kupanje na krevetu te pomoć kod pražnjenja crijeva i mjehura.

## Procjena
Postoji nekoliko alata za procjenu, poput Katzove ADL ljestvice, ADR / IADL ljestvice starijih Amerikanaca (OARS), ljestvice Lawton IADL i Bristolske skale svakodnevnog života.
U domeni invaliditeta razvijene su mjere za postizanje funkcionalnog oporavka u obavljanju osnovnih svakodnevnih aktivnosti. Među njima su neke mjere poput Mjera funkcionalne neovisnosti namijenjene procjeni širokog spektra invaliditeta. Drugi poput Mjera neovisnosti kralježnične moždine stvoreni su za procjenu osoba s određenom vrstom invaliditeta.
Većina modela zdravstvene skrbi koriste procjene aktivnosti svakodnevnog života u svojoj praksi, uključujući medicinske (ili institucionalne) modele, poput Roper-Logan-Tierneyevog modela sestrinstva, i modele usmjerene na stanare, poput Programa sveobuhvatne skrbi za starije osobe (PACE).
Smatralo se da Pervazivna kompjuterska tehnologija određuje dobrobit starijih osoba koje samostalno žive u svojim domovima. Okvir inteligentnog sustava sastoji se od praćenja važnih svakodnevnih aktivnosti kroz promatranje svakodnevne upotrebe predmeta. Poboljšani indeksi općeg blagostanja pomogli su u smanjenju lažnih upozorenja povezanih sa svakodnevnim aktivnostima starijih osoba.

### Istraživanja
Procjene aktivnosti svakodnevnog života sve se više koriste u epidemiološkim studijama kao procjena zdravlja u kasnijim godinama života koje nužno ne uključuje određene bolesti. Studije koje koriste aktivnosti svakodnevnog života razlikuju se od onih koje istražuju određene ishode bolesti, jer su osjetljive na širi spektar učinaka na zdravlje, na nižim razinama utjecaja. Aktivnosti svakodnevnog života mjere se kontinuirano, što postupak istraživanja čini prilično jednostavnim.
Sidney Katz isprva je proučavao 64 pacijenta s prijelomom kuka tokom razdoblja od 18 mjeseci. Tokom ove studije prikupljeni su opsežni podaci o liječenju, napredovanju pacijenta i ishodima. Nakon analize podataka studije, istraživači su otkrili da pacijenti za koje su smatrali da su najsamostalniji mogu obavljati niz osnovnih aktivnosti - u rasponu od najsloženijih aktivnosti kupanja, do najmanje složenih aktivnosti hranjenja. Na temelju tih podataka, Katz je razvio ljestvicu za procjenu sposobnosti pacijenta za samostalan život. Ovo je prvi put objavljeno 1963. u časopisu American Medical Association; rad je od tada citiran preko 1000 puta.

Iako ljestvica nudi standardiziranu mjeru za psihološko i biološko funkcioniranje, proces izrade je kritiziran. Točnije, Porter se zalagao za fenomenološki pristup napominjući da:
Katz i sur. (1963.) iznijeli su tvrdnju koja je postala osnova za ontološke pretpostavke istraživačke tradicije aktivnosti svakodnevnog života. U njihovoj sugestiji da postoji "redovita regresija [vještina] kao dio prirodnog procesa starenja" (str. 918), postoji implicitna generalizacija njihovog uzorka starijih osoba sa slomljenim kukovima, na sve starije osobe.
Porter naglašava moguću prirodu aktivnosti svakodnevnog života specifičnu za bolest (jer potječu od pacijenata s prijelomom kuka), potrebu za objektivnom definicijom aktivnosti svakodnevnog života i moguću vrijednost dodatnih funkcionalnih mjera.
Sustavnim pregledom ispitivana je efektivnost pružanja aktivnosti programa svakodnevnih životnih vještina osobama s kroničnim mentalnim bolestima:
| Trenutno nema dobrih dokaza koji ukazuju na to da su programi vještina aktivnosti svakodnevnog života djelotvorni za ljude s kroničnim mentalnim bolestima. Potrebni su robusniji podaci iz studija koje imaju odgovarajuću snagu kako bi se utvrdilo je li trening vještina koristan za ljude s kroničnim mentalnim zdravstvenim problemima. | |                                       |                  |
| \| Ishod \| Nalazi tekstualno \| Nalazi u brojkama \| Kvaliteta dokaza \| \| Životne vještine - bez bitnih promjena \| Životne vještine - bez bitnih promjena \| Životne vještine - bez bitnih promjena \| Životne vještine - bez bitnih promjena \| \| -------------------------------------------------------------------------------------------------------------------- \| ------------------------------------------------------------------------------------------------------------------------------------------------------------------------------------------------------------------------------------------------------------------------------------------ \| -------------------------------------- \| -------------------------------------- \| \| - u vještinama kućanstva. Praćenje: prosječno 12 tjedana \| Programi životnih vještina mogu smanjiti rizik od izostanka poboljšanja svakodnevnog funkcioniranja općih vještina kućanstva u usporedbi sa standardnom skrbi, ali trenutno nije moguće biti siguran u razliku između dva tretmana, a podaci koji podržavaju taj nalaz vrlo su ograničeni. \| RR 0,24 (0,01 do 4,72) \| Vrlo nisko \| \| - u vještinama pranja rublja. Praćenje: prosječno 12 tjedana \| Programi životnih vještina mogu smanjiti rizik od izostanka poboljšanja svakodnevnog funkcioniranja vještina rige oko rublja u usporedbi sa standardnom skrbi, ali trenutno nije moguće biti siguran u razliku između dva tretmana, a podaci koji podržavaju taj nalaz vrlo su ograničeni. \| RR 0,14 (0,01 do 2,38) \| Vrlo nisko \| \| - u vještinama samopomoći. Praćenje: prosječno 12 tjedana \| Programi životnih vještina ne razlikuju samopomoć u usporedbi sa standardnom njegom, ali trenutno nije moguće biti siguran u razliku između ova dva tretmana. Ovo se otkriće temelji na podacima vrlo ograničene kvalitete. \| RR 1 (0,28 do 3,54) \| Vrlo nisko \| \| Rano napuštanje studija \| \| \| \| \| Rano napuštanje studija Praćenje: 6 do 16 tjedana \| Program životnih vještina nema jasne razlike u riziku od gubitka u daljnjem radu u usporedbi sa standardnom skrbi. Podaci koji podupiru ovaj nalaz vrlo su ograničeni. \| RR 1,16 (0,4 do 3,36) \| Vrlo nisko \| \| Mentalno stanje \| \| \| \| \| Prosječni rezultat. ( Ljestvica pozitivnog i negativnog sindroma - pozitivni sindrom). Praćenje: prosječno 24 tjedna \| Osobe koje primaju program životnih vještina postigle su isti rezultat kao i osobe koje su primile standardnu skrb. Nalazi se temelje na podacima vrlo ograničene kvalitete.* \| MD 0 (3,12 niže na 3,12 veće) \| Vrlo nisko \| \| Kvaliteta života \| \| \| \| \| Prosječna ocjena (indeks skale kvalitete blagostanja). Praćenje: prosječno 24 tjedna \| U prosjeku, ljudi koji primaju program životnih vještina postigli su za 0,02 niže ocjene od onih koji su primali standardnu skrb. Nije bilo jasne razlike između skupina, a ovaj se nalaz temelji na podacima vrlo ograničene kvalitete.* \| MD 0,02 niži (0,07 niži do 0,03 veći) \| Vrlo nisko \| \| \| * Zasad je nejasno značenje ovih rezultata u svakodnevnoj skrbi. \| \| \| | |                                       |                  |
| Ishod | Nalazi tekstualno | Nalazi u brojkama                     | Kvaliteta dokaza |
| Životne vještine - bez bitnih promjena | |                                       |                  |
| - u vještinama kućanstva. Praćenje: prosječno 12 tjedana | Programi životnih vještina mogu smanjiti rizik od izostanka poboljšanja svakodnevnog funkcioniranja općih vještina kućanstva u usporedbi sa standardnom skrbi, ali trenutno nije moguće biti siguran u razliku između dva tretmana, a podaci koji podržavaju taj nalaz vrlo su ograničeni. | RR 0,24 (0,01 do 4,72)                | Vrlo nisko       |
| - u vještinama pranja rublja. Praćenje: prosječno 12 tjedana | Programi životnih vještina mogu smanjiti rizik od izostanka poboljšanja svakodnevnog funkcioniranja vještina rige oko rublja u usporedbi sa standardnom skrbi, ali trenutno nije moguće biti siguran u razliku između dva tretmana, a podaci koji podržavaju taj nalaz vrlo su ograničeni. | RR 0,14 (0,01 do 2,38)                | Vrlo nisko       |
| - u vještinama samopomoći. Praćenje: prosječno 12 tjedana | Programi životnih vještina ne razlikuju samopomoć u usporedbi sa standardnom njegom, ali trenutno nije moguće biti siguran u razliku između ova dva tretmana. Ovo se otkriće temelji na podacima vrlo ograničene kvalitete.                                                                | RR 1 (0,28 do 3,54)                   | Vrlo nisko       |
| Rano napuštanje studija | |                                       |                  |
| Rano napuštanje studija Praćenje: 6 do 16 tjedana | Program životnih vještina nema jasne razlike u riziku od gubitka u daljnjem radu u usporedbi sa standardnom skrbi. Podaci koji podupiru ovaj nalaz vrlo su ograničeni. | RR 1,16 (0,4 do 3,36)                 | Vrlo nisko       |
| Mentalno stanje | |                                       |                  |
| Prosječni rezultat. ( Ljestvica pozitivnog i negativnog sindroma - pozitivni sindrom). Praćenje: prosječno 24 tjedna | Osobe koje primaju program životnih vještina postigle su isti rezultat kao i osobe koje su primile standardnu skrb. Nalazi se temelje na podacima vrlo ograničene kvalitete.* | MD 0 (3,12 niže na 3,12 veće)         | Vrlo nisko       |
| Kvaliteta života | |                                       |                  |
| Prosječna ocjena (indeks skale kvalitete blagostanja). Praćenje: prosječno 24 tjedna | U prosjeku, ljudi koji primaju program životnih vještina postigli su za 0,02 niže ocjene od onih koji su primali standardnu skrb. Nije bilo jasne razlike između skupina, a ovaj se nalaz temelji na podacima vrlo ograničene kvalitete.*                                                  | MD 0,02 niži (0,07 niži do 0,03 veći) | Vrlo nisko       |
| | * Zasad je nejasno značenje ovih rezultata u svakodnevnoj skrbi. |                                       |                  |